# Vratišinec
Vratišinec (mađarski: Murasiklós) je općina u Hrvatskoj. Smještena je u Međimurskoj županiji.

## Općinska naselja
U sastavu općine su 2 samostalna naselja: Gornji Kraljevec i Vratišinec. Uz njih, tu je i zaselak Remis.

## Povijest
U do sada poznatim povijesnim vrelima Vratišinec se prvi puta spominje 1458. godine kao posjed grofova Celjskih pod imenom Bratrvsincz. Već 1478. spominje se kao Bratischinecz, 1636. godine kao Wratissnicz, a 1752. kao Vratissinecz. Poznati mađarski jezikoslovac dr. Laszlo Hadrovicz tvrdi da Vratišincu ime potječe od imenice brat, odnosno osobnog imena Bratiša/Vratiša. Naime, kao i mnoga međimurska mjesta i Vratišinec je ime dobio po svom nekadašnjem feudalnom gospodaru (Bratiša, Vratiša).

## Poznate osobe
- Dr. Vinko Žganec (* Vratišinec 20. siječnja 1890. – † Zagreb 12. prosinca 1976.) najpoznatiji hrvatski etnomuzikolog i melograf 20. stoljeća
- Antun Bukovec, hrv. športski, prosvjetni, kulturni, društveno-politički radnik

## Udruge
- KUD dr Vinko Žganec Vratišinec
- Dobrovoljno vatrogasno društvo Vratišinec
- Dobrovoljno vatrogasno društvo Gornji Kraljevec
- Mješoviti pjevački zbor dr. Vinko Žganec
- Udruga mladih Vratišinec
- Lovačko društvo ZEC Vratišinec

## Obrazovanje
U mjestu je novouređena i modernizirana osnovna škola u kojoj nekoliko stotina djece od prvog do osmog razreda provodi veliki dio dana. U blizini škole nalazi se rukometno i košarkaško igralište.

## Šport
- NK Sokol Vratišinec
- RK Sokol Vratišinec

## Župa Vratišinec – Uzvišenje sv. Križa
Župa Uzvišenja Svetoga Križa – Vratišinec osnovana je 1. studenoga 1789. godine. Bila je to godina Francuske revolucije. Zanimljivo, da je upravo te godine tadašnji zagrebački biskup Maksimilijan Vrhovac osnovao osamdesetak novih župa. Župa je nastala dismembracijom župe Selnica. Prvi župnik novoosnovane župe je bio Luka Rosina rodom iz Svetoga Ivana Zeline. U Vratišincu je postojala drvena filijalna kapelica. Vizitacija 1760. godine kaže da je narod sa svojim župnikom podigao novu zidanu kapelicu. Crkva je postala župnom 1789. godine. Do danas je od nje sačuvano samo pravokutno svetište, te oltar s raspećem. S vanjske strane uzidane su nadgrobne ploče iz 1811., 1815. i 1826. godine, među kojima se ističe ploča Lovre Hranjeca, vratišinečkog župnika. Za novu crkvu temeljni kamen je postavljen 19. ožujka 1896. godine, za župnikovanja Martina Kotera. U župnoj blagovaonici postoji njegova slika u naravnoj veličini gdje on drži u desnoj ruci plan nove crkve. Godine 1896. crkvu je gradio varaždinski graditelj Marandini uz pomoć vjernika. Podignuta je u rekordnom vremenu i blagoslovljena 3. siječnja 1897. po arhiđakonu Franji Kečkešu.
Ta prostrana pseudogotička građevina s poligonalnim svetištem, s prostranim kapelama te sakristijom i spremištem uz kapele tik do svetišta, poduprta je s dvadeset osam kontrafora. Pred glavnim pročeljem smještene su dvije kasnobarokne kamene plastike rimskih mučenika sv. Ivana i sv. Pavla iz 1779. na visokim četverokutnim postoljima. Spominje se kao vrijedan inventar iz prvotne crkve: tri oltara, propovjedaonica s reljefom Dobroga Pastira, orgulje iz polovice 18. stoljeća dopremljene iz župne crkve iz Varaždina 1896. godine. Osamljeni primjer sjevernjačkog renesansnog slikarstva iz prve polovice 16. stoljeća predstavlja slika Bogorodice s Djetetom na pokrajnjem oltaru. Na oltaru Marije Snježne nalazi se, osim drvenih kipova Joakima i Ane, i slika Bogorodice s Djetetom, koja se kvalitetom ističe među crkvama Međimurja. Naslikao ju je P. Paul godine 1552. Renovirao ju je Adametz 1822. prilikom tristogodišnjice postojanja. Tom prilikom je povećana s 86,5x67 cm, na 118 cm po dužini i tako prilagođena za oltarnu sliku. Pretpostavlja se da su tada Marijina i Isusova glava okrunjene pozlaćenim aplikacijama u obliku krune. Protestantizam je i tu prevladao od godine 1570. – 1623. Slika Bogorodice s Djetetom u Vratišincu osamljen je primjer sjeverno renesansnog slikarstva ne samo u Međimurju, nego i na području sjeverne Hrvatske. Slika je bila obrađena i predstavljena na mariološkom kongresu u Zaragozi u Španjolskoj koncem prošlog stoljeća. Nikakvo čudo da je od milja nazvana Međimurskom fijolicom.

## Vanjske poveznice
Službene stranice
Državni zavod za statistiku - Popis stanovništva 2001.